# Raúl García de Haro
Raúl García de Haro (nascut el 3 de novembre de 2000) és un futbolista professional català que juga com a davanter al CA Osasuna.

## Carrera professional

### Inici de la carrera
Nascut a Olesa de Montserrat, Catalunya, García es va criar a Guadix, Granada, Andalusia, i es va incorporar a les categories inferiors del Guadix CF el 2009. El 2013 va fitxar per la UD Almería, i va debutar amb el sènior el 29 d'octubre de 2017 entrant com a substitut al final d'una derrota per 1-0 a Tercera Divisió contra l'Atarfe Industrial CF.

### Betis
El 12 de juliol de 2018, García va fitxar pel Reial Betis; inicialment assignat al Juvenil A, va jugar regularment amb l'equip B també a la quarta divisió durant la temporada, marcant 15 gols. Va debutar amb el primer equip –i a la Lliga– el 24 de setembre de l'any següent, substituint Borja Iglesias en un triomf per 3-1 a casa contra el Llevant UE.
El 7 de març de 2022, García va renovar el seu contracte amb el Betis fins al 2025.

#### Cessió al Mirandés
El 28 de juny de 2022, García va ser cedit al CD Mirandés de Segona Divisió per a la temporada. Va marcar el seu primer gol com a professional el 13 d'agost, en un empat a 2 a casa contra l'Sporting de Gijón; també va ser el seu debut amb el Mirandés.
El desembre de 2022, García va marcar tres gols en tres partits (inclosos dos gols en una victòria per 2-1 a casa contra la SD Ponferradina), i el club va romandre invicte durant tot el mes. Va acabar la temporada amb 19 gols, sent el màxim golejador nacional de la divisió i el segon darrere de Myrto Uzuni del Granada CF.

### Osasuna
El 10 d'agost de 2023, García va signar un contracte de cinc anys amb el CA Osasuna de la màxima categoria, per un import de 6 milions d'euros.

## Palmarès
Betis
- Copa del Rei: 2021–22